# 24 км (зупинний пункт, Південна залізниця)
24 кілометр — пасажирський залізничний зупинний пункт Сумської дирекції Південної залізниці на лінії Білопілля — Баси.
Розташований у селі Білани Сумського району Сумської області між станціями Вири (3 км) та Амбари (4 км).
На платформі зупиняються приміські дизель-поїзди.